# Nadż Hammadi
Nadż Hammadi albo Nag Hammadi (arab. نجع حمادي) – miasto położone w środkowym Egipcie, około 80 kilometrów na północny zachód od Luksoru.

## Biblioteka z Nag Hammadi
Biblioteka z Nag Hammadi to kolekcja trzynastu starożytnych ksiąg odkrytych w roku 1945 w okolicach miejscowości Nag Hammadi przez lokalnych mieszkańców. Zostały one spisane w języku koptyjskim na papirusie i oprawione w skórę. Kodeksy zawierają 52 teksty, z których większość ma charakter gnostyczny. Znajdują się tam również trzy teksty pochodzące z Corpus Hermeticum oraz fragmenty tłumaczeń Republiki Platona.
Najbardziej znanym i najcenniejszym tekstem znajdującym się w bibliotece Nag Hammadi jest Ewangelia Tomasza. Jest to jej jedyna kompletna kopia. Do innych tekstów znalezionych w Nag Hammadi należą też: Objawienie Jakuba i Tajemna Nauka Jana.
Polski przekład tekstów z Nag Hammadi opublikował Ks. prof. dr hab. Wincenty Myszor.